# Antykwa toruńska
L'Antykwa toruńska (ou antique de Toruń) est une police de caractères conçue par le typographe polonais Zygfryd Gardzielewski, originaire de Toruń, en coopération avec Józef Gruszka.
Elle a été créée à la fonderie Grafmasz de Varsovie en 1960. Elle a été produite dans les styles suivants : régulière, semi-grasse et inclinée. Elle est principalement utilisée pour le texte courant, la poésie et le titrage.
Les versions électroniques de l’antique de Toruń ont été créées par Janusz Marian Nowacki, du groupe polonophone des utilisateurs de TeX, LaTeX et logiciels compagnons (GUST).